# Кортегаса (Овар)
Кортегаса (порт. Cortegaça) — населённый пункт и район в Португалии, входит в округ Авейру. Является составной частью муниципалитета Овар. Находится в составе крупной городской агломерации Большое Авейру. По старому административному делению входил в провинцию Бейра-Литорал. Входит в экономико-статистический субрегион Байшу-Воуга, который входит в Центральный регион. Население составляет 4066 человек. Занимает площадь 10,12 км².
Покровителем района считается Святая Маринья (порт. Santa Marinha).